# بينازيبريل
بينازيبريل الذي يُباع تحت الاسم التجاري لوتنسين وغيرها، هو دواء يُستخدم لعلاج ارتفاع ضغط الدم وفشل القلب ومرض الكلى السكري. إنه علاج أولي معقول لارتفاع ضغط الدم. يُؤخذ عن طريق الفم. تتوافر الإصدارات منه في شكل تركيبين هما بينازيبريل/هيدروكلورثيازيد وأملوديبين/بينازيبريل.
تشمل الآثار الجانبية الشائعة الشعور بالتعب والدوار والسعال ودوار عند الوقوف. قد تشمل الأعراض الجانبية الخطيرة مشكلات في الكلي وانخفاض ضغط الدم وارتفاع البوتاسيوم في الدم والوذمة الوعائية. يُمكن لاستخدامه أثناء الحمل أن يضر بالجنين، بينما يمكن استخدامه أثناء الرضاعة الطبيعية آمن. وهو مثبط للإنزيم المحول للأنجيوتنسين ويعمل بخفض نشاط نظام الرينين -أنجيوتنسين -الألدوستيرون.
حصل بينازيبريل على براءة اختراع في عام 1981 ودخل حيز الاستخدام الطبي في عام 1990. ابتكره الكيميائي ماهيش ديساي وهو متوفر كدواء عام. في عام 2018، كان الدواء رقم 118 الأكثر وصفًا في الولايات المتحدة، مع أكثر من 5 ملايين وصفة طبية.

## الاستخدامات الطبية
بينازيبريل مفيدٌ لارتفاع ضغط الدم وفشل القلب ومرض الكلى السكري. إنه علاج أولي معقول لارتفاع ضغط الدم. وتشمل الخيارات الأولية المعقولة الأخرى مضادات مستقبلات الأنجيوتينسن II وحاصرات قنوات الكالسيوم ومدرات البول الثيازيدية.

## الآتار الجانبية
الآثار الجانبية الأكثر شيوعًا التي يُعاني منها المرضى هي الصداع أو السعال المزمن. يتطور السعال المزمن في حوالي 20% من المرضى المعالجين والمرضى الذين يعانون منه يجدون أنه يتطور بعد بضعة أشهر من الاستخدام. تُعد الحساسية المفرطة والوذمة الوعائية وارتفاع مستويات البوتاسيوم من الآثار الجانبية الأكثر خطورة التي يمكن أن تحدث أيضًا.

## موانع الاستخدام
يجب التوقف عن تناول عقار بينازيبريل أثناء الحمل وعند النساء اللواتي يخططن للحمل، لأنه يمكن أن يضر بالجنين.

## أشكال الجرعات
كما أنه متوفر في تركيبة مع هيدروكلورثيازيد، تحت الاسم التجاري لوتنسين HCT، ومع الأملوديبين (لوتريل).

## الاستخدام البيطري
تحت الأسماء التجارية فورتيكور (نوفارتيس) وفيتاس (جوروكس لصحة الحيوان)[بحاجة لمصدر]، يُستخدم بينازيبريل لعلاج قصور القلب الاحتقاني لدى الكلاب والفشل الكلوي المزمن لدى القطط والكلاب.

## وصلات خارجية
- معلومات طبية حول بينازيبريل باللغة الإنكليزية
- "بينازيبريل". بوابة المعلومات الدوائية. المكتبة الوطنية الأمريكية للطب. مؤرشف من الأصل في 2021-06-16.